# Robert Artur Holst
Robert Artur Holst (* 9. Dezemberjul. / 21. Dezember 1885greg. in der Landgemeinde Kambja, Livland; † 19. April 1943 in oder bei Tawda, Oblast Swerdlowsk, Sowjetunion) war einer der einflussreichsten estnischen Unternehmer der Zwischenkriegszeit.

## Unternehmertum
Robert Artur Holst wurde als Sohn eines Kaufmanns im heutigen Südestland geboren. Er schloss die Realschule in Tartu (deutsch Dorpat) ab. Anschließend studierte er Rechtswissenschaft an der Kaiserlichen Universität Dorpat. Er gehörte dem Verein Studierender Esten (Eesti Üliõpilaste Selts - EÜS) an.
Ab 1909 leitete Holst das Geschäft seines Vaters. 1921 siedelte das Unternehmen Rob. Holst & Ko in die estnische Hauptstadt Tallinn (Reval) über und wurde zur Aktiengesellschaft. Robert Artur Holst war ihr Direktor.
Holst wurde nach Ausrufung der estnischen Selbständigkeit einer der Eigentümer der Firma AS Silva. Das 1919 während des Estnischen Freiheitskrieges gegründete Unternehmen spezialisierte sich auf den Handel mit Holz und die Holzverarbeitung. Es war einer der größten Wirtschaftsbetriebe der Republik Estland und eines der bedeutendsten Exportunternehmen der jungen Republik. Die Firma kaufte in Estland große Waldstücke auf und betrieb zahlreiche Sägewerke. Später kam der Handel mit landwirtschaftlichem Gerät und Treibstoffen hinzu. AS Silva war Alleinvertreter von Shell in Estland. Die Aktiengesellschaft war auch führend beim Autoimport aus den USA (Studebaker- und Erskine-Pkw sowie Brockway-Lkw). Der Bankrott der Firma 1930/31 als Folge der Weltwirtschaftskrise traf die estnische Wirtschaft hart.
Im März 1921 gründete Robert Artur Holst gemeinsam mit dem estnischen Flieger Jakob Tillo die estnische Fluggesellschaft Aeronaut. 1926 kam Tillo bei einem Flugzeugabsturz ums Leben, ein Jahr später meldete die Firma Insolvenz an.
Holst war von 1923 bis 1940 Miteigentümer von OÜ Systema, eines Importeurs von Büromaschinen, Fahrrädern und US-amerikanischen Fahrzeugen der Firma Hudson Motor Car Co. Er war außerdem Anteilseigner der Tartuer Aktiengesellschaft AS H. Tõnisson & Ko, der Tartuer Kreditvereinigung und Direktor der Tallinner Aktienbank. 1927 gründete Holst die erfolgreiche Süßwarenfabrik Riola. Einige Zeit war Holst im Ernährungs- sowie im Handels- und Industrieministerium der Republik Estland tätig. Von 1920 und 1930 war er Mitglied des einflussreichen Tallinner Börsenkomitees (Tallinna Börsikomitee).
Von 1922 bis 1932 war Holst Honorarkonsul der Republik Österreich in Tallinn.

## Verhaftung und Tod
Mit der sowjetischen Besetzung Estlands wurde Holst am 14. Juni 1941 verhaftet und nach Sibirien deportiert. Am 1. Juli 1942 wurde er von einem NKWD-Tribunal zu zehn Jahren Haft verurteilt. Er starb knapp ein Jahr später in der Gefangenschaft in der Oblast Swerdlowsk.